# Милош Милошевић (пливач)
Милош Милошевић (рођен 10. маја 1972. у Сплиту) је професионални хрватски пливач српске националности.

## Биографија
Почео је да плива у сплитском „Морнару“ 1980. године а са 14 година заступа Југославију на омладинским такмичењима. Као јуниор је освојио укупно осам златних медаља. Касније заступа „Приморје“ из Ријеке, где је данас тренер. Такмичући се за Хрватску освојио је више медаља у европским и светским првенствима.

## Значајни резултати
1992.
- Европско првенство, Епсо, Финска 
  - 50  делфин, 3. место

1993.
- Светско првенство, Палма, Шпанија
  - 100  делфин, 1. место
- Европско првенство, Шефилд, Енглеска
  - 100  делфин, 3. место

1998.
- Европско првенство, Шефилд, Енглеска
  - 50  делфин, 1. место

1999.
- Европско првенство, Истанбул, Турска 
  - 50  делфин, 2. место
- Европско првенство, Лизабон, Португал
  - 50  делфин, 1. место

2002.
- Европско првенство, Риса, Немачка
  - 50  делфин, 2. место